# The Sims
The Sims – komputerowa gra symulacyjna stworzona przez Maxis i opublikowana przez Electronic Arts w 2000. Gra pozwala na stworzenie oraz kontrolowanie wirtualnych postaci, zwanych „simami”, a zarazem na kierowanie ich codziennym życiem na przedmieściach SimCity. Symulacja toczy się w otwartym świecie, w którym gracze wybierają swoje cele gry i mają możliwość dostosowania wyglądu, osobowości, umiejętności, relacji i środowiska swojego sima.
Gra została stworzona pod kierunkiem Willa Wrighta i jest związana z jego wcześniejszą grą – SimCity – która zapoczątkowała serię. Wright zainspirował się książką Christophera Alexandra A Pattern Language z 1977. Utwór Scotta McClouda Zrozumieć komiks z 1993 miał wpływ na późniejsze prace nad tym tytułem.
Stworzono serię rozszerzeń, które dodały nową zawartość oraz opcje do gry, takie jak nowe ścieżki kariery, przedmioty, lokalizacje i scenariusze. W latach 2000–2003 wydano siedem rozszerzeń do gry, z których każde dodało nowe przedmioty, postaci, skórki oraz inne urozmaicenia.
W momencie wydania gra spotkała się z bardzo dobrą opinią krytyków, a sam Wright określił ją jako „dobrą w przyciąganiu do monitorów graczy casualowych i kobiet”. The Sims zdobyło wiele nagród i zostało umieszczone na 31. miejscu rankingu „50 najlepszych gier komputerowych wszystkich czasów” według redakcji magazynu „Time”. The Sims odniosło również sukces komercyjny, stając się jedną z najlepiej sprzedających się gier na komputery osobiste z 11,24 milionów sprzedanych egzemplarzy. Powstało także kilka sequeli gry: The Sims 2 (2004), The Sims 3 (2009) i The Sims 4 (2014).

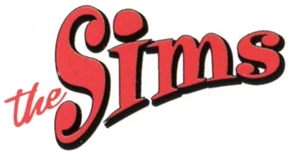
Logo gry przed wydaniem w latach 1999–2000

## Rozgrywka
The Sims jest grą komputerową z gatunku symulatorów życia. Zawiera ona zaawansowaną sztuczną inteligencję, a simy reagują na zewnętrzne warunki, aczkolwiek często interwencja gracza jest niezbędna, aby postać mogła odpowiednio się rozwijać. W grze nie ma możliwości odniesienia zwycięstwa lub porażki, a gracz może kontynuować rozgrywkę w nieskończoność. The Sims jest przez niektórych postrzegany bardziej jako „zabawka” niż typowa gra komputerowa.
Simy pod wpływem gracza wchodzą w interakcję z obiektami lub innymi simami. Mają możliwość ugościć w swoim domu innych simów (zaproszonych lub nie) z innych mieszkań lub bez nich (NPC). Gracz ma możliwość wybrać odpowiednią opcję w menu, dzięki której simy posiadają do pewnego stopnia wolną wolę, co pozwala im wchodzić w interakcje ze światem samodzielnie, jednak gracz może również anulować je w kolejce w górnym lewym rogu. W przeciwieństwie do symulatorów środowiska takich jak SimCity, SimEarth czy SimLife – simy nie są w pełni autonomiczne. Nie posiadają one możliwości samodzielnego wykonania pewnych czynności, takich jak choćby zapłata rachunków, znalezienie pracy, ćwiczenie lub rodzenie dzieci. Simy komunikują się w fikcyjnym języku zwanym Simlish, który składa się głównie z nonsensownych odgłosów.
Gracz decyduje o czasie spędzonym na doskonaleniu umiejętności sima, takich jak ćwiczenie, czytanie, kreatywność, logika itp., poprzez dodawanie owych aktywności do kolejki akcji sima. Potrzeby fizjologiczne (jak dbanie o higienę i jedzenie) simy wykonują same, lecz mogą ucierpieć bez udziału gracza, który powinien priorytetyzować ich kolejność. Dodatkowo, simy muszą umieć zatroszczyć się o własne finanse, w tym poprzez pracę. Mają możliwość awansu na ścieżce kariery dzięki zdobywaniu wymaganych umiejętności i pozyskiwaniu przyjaciół. Awansy oznaczają nowe tytuły profesji, zwiększone dochody oraz inne godziny pracy. Simy mogą także stworzyć i sprzedawać różne dzieła sztuki i przedmioty w domu.
Choć gra nie ma żadnego ostatecznego celu ani kresu, istnieją stany porażek w The Sims. Po pierwsze, simy mogą umrzeć; z głodu, poprzez utopienie się, w pożarze, lub poprzez kontakt z prądem elektrycznym (niektóre wersje dodają także wiek i naturalne powody śmierci). Kiedy sim umiera, nagrobek lub trumna z jego prochami pojawia się na posesji (w późniejszych dodatkach najpierw pojawia się Ponury Żniwiarz), a duch zmarłego może nawiedzać posesję, na której zmarł. Dodatkowo simy mogą opuścić grę i nigdy już nie wrócić, a dwójka dorosłych simów, którzy mają złe relacje, mogą się pobić, w wyniku czego jeden z nich się wyprowadza. Dzieci zostaną wysłane do szkoły wojskowej (w polskim tłumaczeniu gry szkoły specjalnej) jeśli otrzymują złe oceny, a gdy nie mają zaspokojonych swoich podstawowych potrzeb, opieka społeczna zabierze je od nieudolnych rodziców i nie mogą one wrócić.

### Narzędzia budownicze
W grze istnieje tryb życia, w którym steruje się simami, ale istnieje możliwość wejścia w tryby budowy i zakupów, co przerywa grę i pozwala dokonać renowacji budynku lub zakupu nowych przedmiotów. Kiedy gra się zaczyna, każda rodzina (niezależnie od ilości jej członków) otrzymuje 20 000 simoleonów – wirtualnej waluty gry. Te zasoby mogą zostać wydane, by zakupić niewielki dom na ekranie startowym osiedla.
Po zakupie parceli gracz może skonstruować lub usunąć mieszkanie w trybie budowy, lub zakupić bądź przemieścić meble w trybie zakupów. Wszystkie opcje zakupowe i architektoniczne w tych trybach bazują na systemie kwadratów, na których da się umieszczać przedmioty, i wzdłuż których można budować. Ściany i płoty umieszcza się na krawędziach owych kwadratów (oraz mogą je przecinać po przekątnej), natomiast meble można umieszczać tylko na nieprzeciętych kwadratach. Podstawowa wersja gry zawiera ponad 150 przedmiotów, wliczając meble i elementy architektoniczne.
Gracze mają szeroki wybór obiektów, które ich simy mogą zakupić. Obiekty występują w kategoriach: siedzenia, powierzchnie, dekoracje, elektronika, sprzęty kuchenne, łazienki, oświetlenie i inne.

## Prace nad grą
Pierwotną inspiracją do stworzenia gry The Sims była książka Christophera Alexandra z 1977 o architekturze i planowaniu miast – A Pattern Language. Twórca gry Will Wright był zainspirowany poprzez skupienie się książki na funkcjonalnej architekturze, gdyż Alexander napisał książkę o miastach funkcjonalnych, a nie pięknych. Wright chciał stworzyć grę symulacyjną o ludzkim zachowaniu i tym, jak wpływa na niego interakcja z zaprojektowanymi budynkami. Książka Scotta McClouda z 1993, Zrozumieć komiks, przyczyniła się do inspiracji przy tworzeniu gry The Sims, gdyż popiera ona pewien typ „kolaboracji” pomiędzy projektantem a użytkownikiem i pokazuje wagę abstrakcji w celu zainteresowania czytelników lub graczy opowiadaną historią.
Will Wright zaczął pracować nad The Sims po wydaniu SimAnt w 1991 roku. W tym samym roku stracił swój dom podczas pożaru w Oakland w 1991 i doświadczenie odbudowy własnego życia znalazło swoje odzwierciedlenie w tej grze.  Pomysł na grę został jednakże chłodno przyjęty przez grupę docelową, wobec czego Wright miał problem z pracami nad projektem. Przekonał swoją firmę, by pozwoliła mu nad nim pracować (zwany był wtedy jako „Projekt X”) w czasie pracy nad SimCity 2000 i SimCopter. Zostawiono go z jednym programistą, Jamiem Doornbosem, który miał się potem stać głównym programistą The Sims. Podczas pierwszych paru lat pracy nad projektem, Wright i Doornbos skupili się na otwartym systemie zachowania postaci. W miarę postępu prac nad projektem, Wright odkrył, że społeczny aspekt tej gry był na tyle ciekawy i przykuwający uwagę, że zespół skoncentrował się bardziej na postaciach w grze, np. pozwalając simom na odwiedzanie domów innych simów i wprowadzając długotrwałe relacje.
Wright wspomniał, że grał w Little Computer People i odebrał cenne informacje zwrotne podczas prac nad The Sims od kilku osób, które pracowały przy tamtej grze, wliczając jej głównego designera – Richa Golda.
Demo gry ukazało się na Electronic Entertainment Expo w 1999, a podczas pokazu prasowego uczestnicy zobaczyli pocałunek dwóch Simek na ślubie. Po tym evencie mechanika relacji została zmodyfikowana tak, by orientacja seksualna postaci zależała od akcji gracza.
The Sims korzysta zarówno z grafiki 3D, jak i 2D. Simy są renderowane w grafice 3D, a dom i wszystkie jego obiekty są prerenderowane i wyświetlane diametrialnie.
Na rynku japońskim gra została wydana jako SimPeople (jap. シムピープル), by jej nazwa pokrywała się z innymi grami Sim od Maxis.

### Muzyka
Muzykę do gry skomponował Jerry Martin, Marc Russo, Kirk R. Casey i Dix Bruce, z dodatkową muzyką jazzowego pianisty Johna R. Burra (piosenki wykorzystywane w Build Mode). Płyta z grą zawiera 37 utworów, z których 15 opublikowano w 2007 w oficjalnym albumie z soundtrackiem z gry. Większość utworów nie zawiera żadnych wokali, natomiast część z nich zawiera słowa w simlish.

### Modyfikacje (tzw. mody)
The Sims otworzyło scenę modową do kompletnie nowej demografii, czyniąc modowanie dostatecznie proste, by „niedzielni modderzy” mogli zmodyfikować grę. The Sims zaprojektowano w taki sposób, by łatwo dodawać zawartość tworzoną przez użytkowników do gry. Will Wright powiedział w jednym z wywiadów, iż chciał, by gracze zajęli się projektowaniem gry. Maxis wydało narzędzia do modyfikowania gry The Sims jeszcze przed premierą, co sprawiło, że istniała cała masa zawartości stworzonej przez fanów w momencie ukazania się gry. Strony z zawartością fanowską do The Sims to między innymi The Sims Resources i Mod The Sims.

## Dodatki
The Sims zyskało w sumie siedem dodatków, a każdy z nich dodawał nową zawartość, m.in. przedmioty, sąsiedztwa, postaci i skiny.
| Dodatek        | Data wydania                                       | Opis |
| -------------- | -------------------------------------------------- | --- |
| Światowe życie | Am.Płn.: 30 sierpnia 2000 PL: 30 września 2000     | Pierwszy dodatek do The Sims. Wzbogaca grę w więcej obiektów, zdarzeń i możliwość posiadania wielu sąsiedztw.                                                                                  |
| Balanga        | Am.Płn.: 28 marca 2001 PL: 9 kwietnia 2001         | Drugi dodatek do The Sims. Dodaje obiekty związane z imprezami, np. podświetlana podłoga oraz ułatwia zapraszanie gości.                                                                       |
| Randka         | Am.Płn.: 14 listopada 2001 PL: 29 listopada 2001   | Trzeci dodatek do The Sims. Pozwala Simom na zabranie innego Sima na np. romantyczną kolację w nowej dzielnicy miasta.                                                                         |
| Wakacje        | Am.Płn.: 26 marca 2002 PL: 17 kwietnia 2002        | Czwarty dodatek do The Sims. Pozwala na zafundowanie Simom wakacji w różnych miejscach wypoczynkowych.                                                                                         |
| Zwierzaki      | Am.Płn.: 24 września 2002 PL: 1 października 2002  | Piąty dodatek do The Sims. Dodatek daje Simom możliwość przygarnięcia i opiekowania się różnymi zwierzętami i hodowanie warzyw, oraz rozszerza dzielnice mieszkalną, poprzez dodanie starówki. |
| Gwiazda        | Am.Płn.: 12 maja 2003 PL: 27 maja 2003             | Szósty dodatek The Sims. Dodatek pozwala Simom na odwiedzanie miasta podobnego do Hollywood i zostanie tytułową gwiazdą.                                                                       |
| Abrakadabra    | Am.Płn.: 28 października 2003 PL: 4 listopada 2003 | Siódmy i ostatni dodatek The Sims. Dodatek umożliwia Simom używanie magii, rzucanie klątw i wprowadza nową część miasta.                                                                       |

## Odbiór

### Wśród krytyków
The Sims zyskały „uniwersalny zachwyt” krytyków, zgodnie z agregatorem recenzji Metacritic, który dał grze ocenę 92%. Gra zyskała pochwały za otwartą rozgrywkę, która pozwala graczom samym wybierać swoje własne cele podczas gry, a także za oprawę dźwiękową i wizualną. Recenzenci pozytywnie porównali The Sims do gry Maxis z 1999, SimCity 2000. Gamespot w swojej recenzji dał grze ocenę 9,1/10, opisując ją jako „bardzo bogatą i szczegółową”. IGN ocenił grę na 9,4/10 i zachwalał łatwy w użyciu interfejs. Jeff Lundrigam recenzował wersję na komputery osobiste dla magazynu „Next Generation”, dając jej 4 gwiazdki na 5.
Will Wight – designer gry, stwierdził, że była sukcesem na wiele sposobów – przyciągając kobiety i "niedzielnych" graczy (którzy razem z kobietami stanowią prawie 60% graczy).
W 2012 gra znalazła się na liście 14 gier wybranych przez Museum of Modern Art jako podstawa kolekcji zaplanowanej na 40 tytułów.
Porty na PlayStation 2, Xbox i GameCube zyskały oceny od 81,05% do 85,80% na GameRankings.

### Nagrody
The Sims wygrało wiele nagród, w tym „Nagrodę dla gry roku” 2000 od GameSpot. Podczas trzeciej nagrody Annual Interactive Achievement (znanej obecnie jako D.I.C.E. Awards) The Sims otrzymało nagrody za „Grę roku”, „Wyjątkowe Osiągnięcie w Game Design”, i „Wyjątkowe Osiągnięcie w Game Play Engineering”. Gra była także nominowana do „Rozrywkowej Gry Familijnej Roku” i „Wyjątkowego Osiągnięcia w Art Direction”. Game Informer umieścił ją na 80 miejscu w swojej liście najlepszych gier w 100 numerze w 2001. W 2005 roku The Sims znalazło się na liście największych gier wszech czasów GameSpot. W 2016 The Strong National Museum of Play umieściło The Sims w swojej World Video Game Hall of Fame.
W sierpniu 2016 roku The Sims zajęło 31 miejsce na liście 50 Najlepszych Gier Video Wszech Czasów Timesa. W 2019 roku znalazło się na 17 pozycji w liście 50 Najlepszych Gier XXI Wieku Guardiana.

### Sprzedaż
The Sims ukazało się 4 lutego 2000 roku. Gra stała się bestsellerem wkrótce po wydaniu. W Stanach Zjednoczonych była to najlepiej sprzedająca się gra komputerowa roku 2000 – sprzedała się w nakładzie 1,77 miliona egzemplarzy osiągając przychody  72,9 miliona dolarów. W 2001 roku dalej była najlepiej sprzedającą się grą, gdyż sprzedała się w dodatkowym nakładzie 1,48 miliona kopii i zarobiła kolejne 60,4 miliona dolarów. W 2002 roku The Sims stało się najlepiej sprzedającą się grą komputerową w historii (w tamtym czasie), prześcigając serię Myst dzięki sprzedaży więcej niż 6,3 milionów kopii na całym świecie.
Do lutego 2005 roku gra sprzedała się w 16 milionach egzemplarzy na całym świecie. Do lipca 2006 roku wersje konsolowe gry sprzedały się w sumie 3,5 miliona egzemplarzy w Stanach Zjednoczonych.
Next Generation umieścił The Sims na pozycji 45. na liście najlepiej sprzedających się gier na PlayStation 2, Xbox lub GameCube pomiędzy styczniem 2000 a lipcem 2006 roku w Stanach Zjednoczonych.
W marcu 2015 roku The Sims sprzedało się w nakładzie większym niż 11,24 miliona egzemplarzy na komputery osobiste, co uczyniło tę grę jedną z najlepiej sprzedających się gier na PC w historii.

## Sequele i dziedzictwo
The Sims doczekało się sequeli: The Sims 2 (2004), The Sims 3 (2009), and The Sims 4 (2014).
Wersje The Sims na konsole doczekały się sequela, The Sims Bustin’ Out, i spin-offa, The Urbs: Sims in the City. Te wersje mają pewne cechy późniejszych dodatków do gry, a Bustin Out dodaje opcję multiplayer dla dwóch graczy.